# Hellange
Hellange (Luxemburgs: Helléng, Duits: Hellingen) is een plaats in de gemeente Frisange en het kanton Esch-sur-Alzette in Luxemburg.
Hellange telt 606 inwoners (2001).

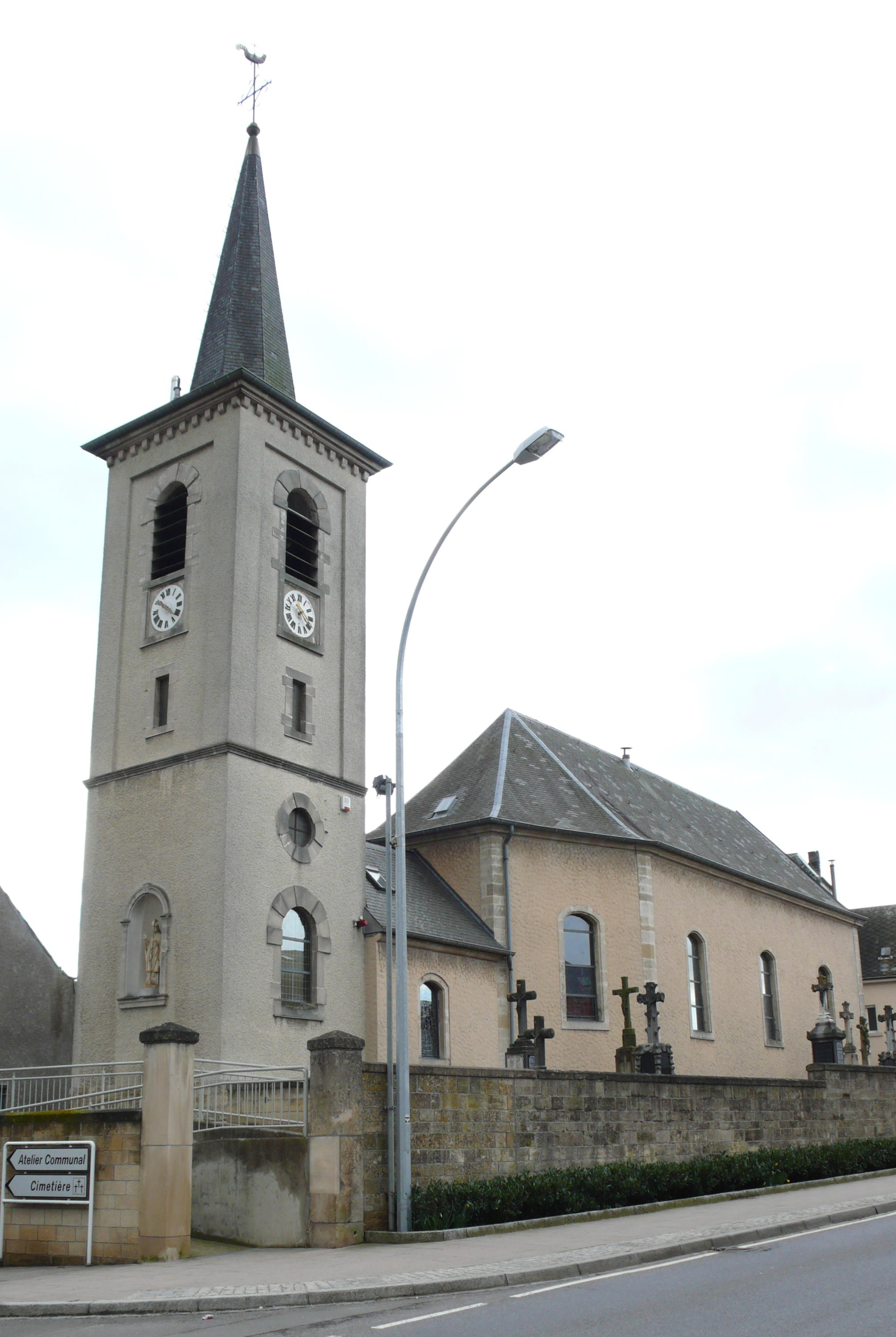
Kerk van Hellange
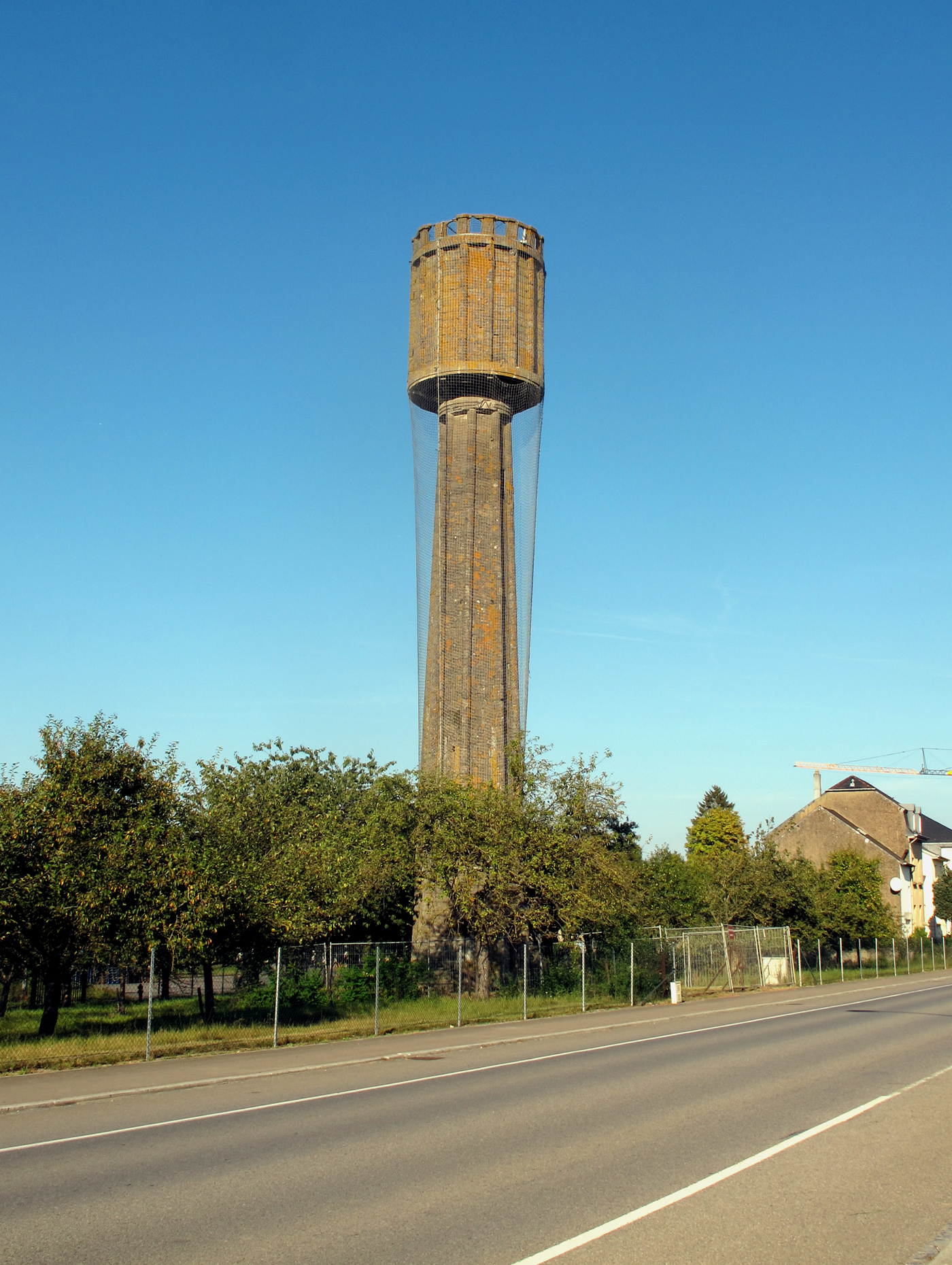
Watertoren van Hellange